# Margitin otok
Margitin otok (mađarski: Margit-sziget, njemački: Margaretheninsel) riječni je otok na Dunavu, usred grada Budimpešte u Mađarskoj. 
Dug je 2,5 km i 500 m širok. Na jugu je s Budimpeštom spojen Margitinim mostom, a na sjeveru Arpadovim mostom. Upravno pripada 13. okrugu grada Budimpešte.
Otok se izvorno u srednjem vijeku zvao Nyulak szigete ('Zečji otok'), a današnje je ime dobio po sv. Margareti Ugarskoj (1242. – 1270.), kćeri ugarskog kralja Bele IV., koja je živjela u samostanu dominikanki na ovom otoku. Druga imena za ovaj otok tijekom povijesti su bila: Otok Naše Gospe (Nagyboldogasszony-sziget), Otok plemenitih (Úr-sziget), Budimski otok (Budai-sziget), Dunavski otok (Dunai-sziget), Nadorov otok (Nádor-sziget) i Palatinov otok (Palatinus-sziget).

## Povijest
Ivanovci su se smjestili na otoku u 12. stoljeću i od 13. stoljeća, izgradnjom Crkve Premonštrata, franjevačke crkve, dominikanskog samostana, otok je postao važnim vjerskim središtem, o čemu svjedoče njegovi brojni spomenici i ruševine. Nekad brojni samostani časnih sestara, muški samostani i crkve su za vrijeme Turskog Carstva bili napušteni te su ih osmanski osvajači srušili.
Današnji oblik je nastao kad se spojilo tri otoka, otoke Festő, Fürdő i Nyulak. To spajanje je bilo krajem 19. stoljeća. Napravilo ga se radi kontrole toka rijeke Dunava. Izvorno je otok bio na 102,5 m nadmorske visine, a danas doseže 104,85 m radi kontrole poplava.

## Galerija
- Glazbena fontana na Margitinom otoku
- Vodentoranj iz 1913. godine
- Vodentoranj i otvoreno kazalište
- Spomenik stogodišnjice ujedinjenja grada
- Najveća mađarska glazbena fontana
- Japanski vrt
- Nacionalni plivački stadion Alfréd Hajós
- Hoteli na sjevernom kraju
- Ruševine dominikanskog samostana

## Vanjske poveznice
|  | Zajednički poslužitelj ima još gradiva o temi Margitin otok |

- (mađ.) Slike s vodotornja